# Siergiej Timofiejew (zapaśnik)
Siergiej Fiodorowicz Timofiejew (ros. Сергей Фёдорович Тимофеев; ur. 19 marca 1950 w Kazaniu, zm. 5 lipca 2021) – radziecki zapaśnik walczący w stylu wolnym. Olimpijczyk z Montrealu 1976, gdzie zajął szóste miejsce wadze do 62 kg.
Mistrz Europy w 1976 roku.